# Calligraphie coréenne

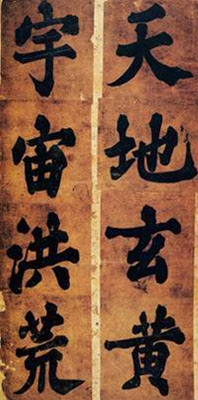
Calligraphie de Han Ho (1543-1605)

La calligraphie coréenne, en coréen seoye (서예 en hangeul, 書藝 en hanja) , est la tradition coréenne de l'art de la calligraphie. Alors que la calligraphie coréenne primitive était écrite en caractères chinois, notamment les hanja, la calligraphie coréenne moderne concerne également l'écriture en hangeul, l'alphabet coréen.

## Historique
La calligraphie chinoise est introduite en Corée dès le IIe ou le IIIe siècle de l'ère commune et se répand au VIIe siècle. Au VIIIe siècle, Kim Saeng, le premier maître calligraphe coréen connu, produit un travail comparé à celui du maître chinois Wang Xizhi. Au IXe siècle, le poète Choe Chiwon est connu pour ses calligraphies aussi bien dans son pays d'origine, le royaume coréen de Silla, que dans la Chine de la dynastie Tang.
Les styles de calligraphie angulaires des premiers maîtres Tang, Yu Shinan, Ouyang Xun et Yan Zhenqing, restent populaires jusqu'au XIVe siècle, lorsque le style plus arrondi de Zhao Mengfu entre en vogue. Ce style reste apprécié au début de l'ère Joseon et son maître le plus reconnu est Anpyeong (ko) (1418-1453), troisième fils du roi Sejong. Au 15e siècle, Yang sa-eon (ko) (1517-1584) pratique le style cursif et Han Ho (1543-1605) un style carré. La calligraphie est alors un élément indispensable de l'éducation des yangban.
Alors que la calligraphie tend à devenir rigide et formaliste, Kim Jeong-hui révolutionne cet art au début du XIXe siècle en introduisant le style chusa, nommé d'après son nom de plume 秋史, inspiré de l'ancien script lishu (écriture des clercs) chinois.
Tandis que les savants utilisent des caractères chinois, la calligraphie coréenne utilise les hanja jusqu'à l'occupation de la Corée par le Japon entre 1910 et 1945. Le sentiment nationaliste rend alors populaire l'alphabet hangeul natif et les œuvres calligraphiques utilisant cet alphabet connaissent depuis cette époque un renouveau, bien que la calligraphie hanja soit encore populaire aujourd'hui.

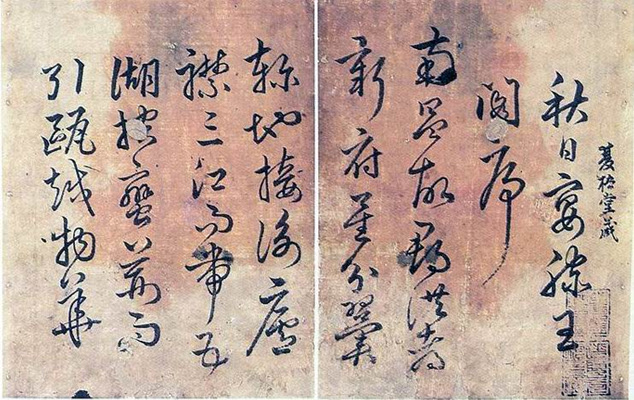
Calligraphie de Han Ho
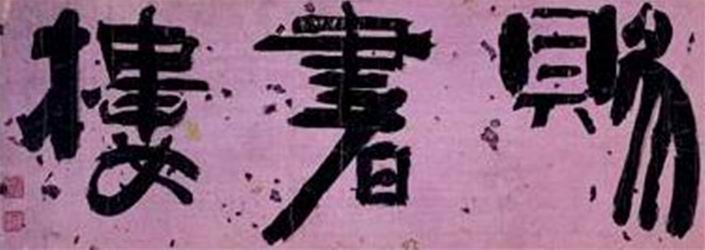
Calligraphie de Kim Jeong-hui

## Les styles de calligraphie
La langue coréenne s'écrit soit avec des idéogrammes d'origine chinoise (hanja), soit avec des caractères alphabétiques inventés au XVe siècle (hangeul). Chaque système d'écriture est associé à plusieurs styles calligraphiques.

### La calligraphie enhanja
Il existe cinq principaux styles de calligraphie coréenne Hanja, dérivés de la calligraphie chinoise :
- jeonseo (전서/篆書), ou écriture sigillaire (voir style grand sceau et style petit sceau) ;
- choseo (초서/草書) ou écriture cursive ;
- haeseo (해서/楷書) ou style régulier ;
- haengseo (행서/行書) ou style semi-cursif ;
- yeseo (예서/隸書) ou écriture des clercs.

### La calligraphie enhangeul
On peut distinguer trois styles de calligraphie en hangeul.
Le style panbonche (판본체), aussi appelé jeongeumche (정음체) date de l'époque de la promulgation du hangeul. Utilisé pour des ouvrages tels que le Hunminjeongeum, le Dongguk Jeongun (en) et le Yongbieocheonga, ce style utilise une largeur de trait uniforme et des formes à angles droits.
Le style honseoche (혼서체), aussi appelé pilsache (필사체), a été inventé à l'époque du roi Seonjo et se rapproche du style yeseo utilisé pour les hanja, avec des formes plus libres et naturelles que le style panbonche.
Créé pour les dames de la cour du roi Sukjong, le style gungche (궁체), ou gungsoche (궁서체), adopte des traits plutôt cursifs. La police de caractères Gungsuh, fournie avec Windows, imite ce style calligraphique.

Styles de calligraphie en hangeul
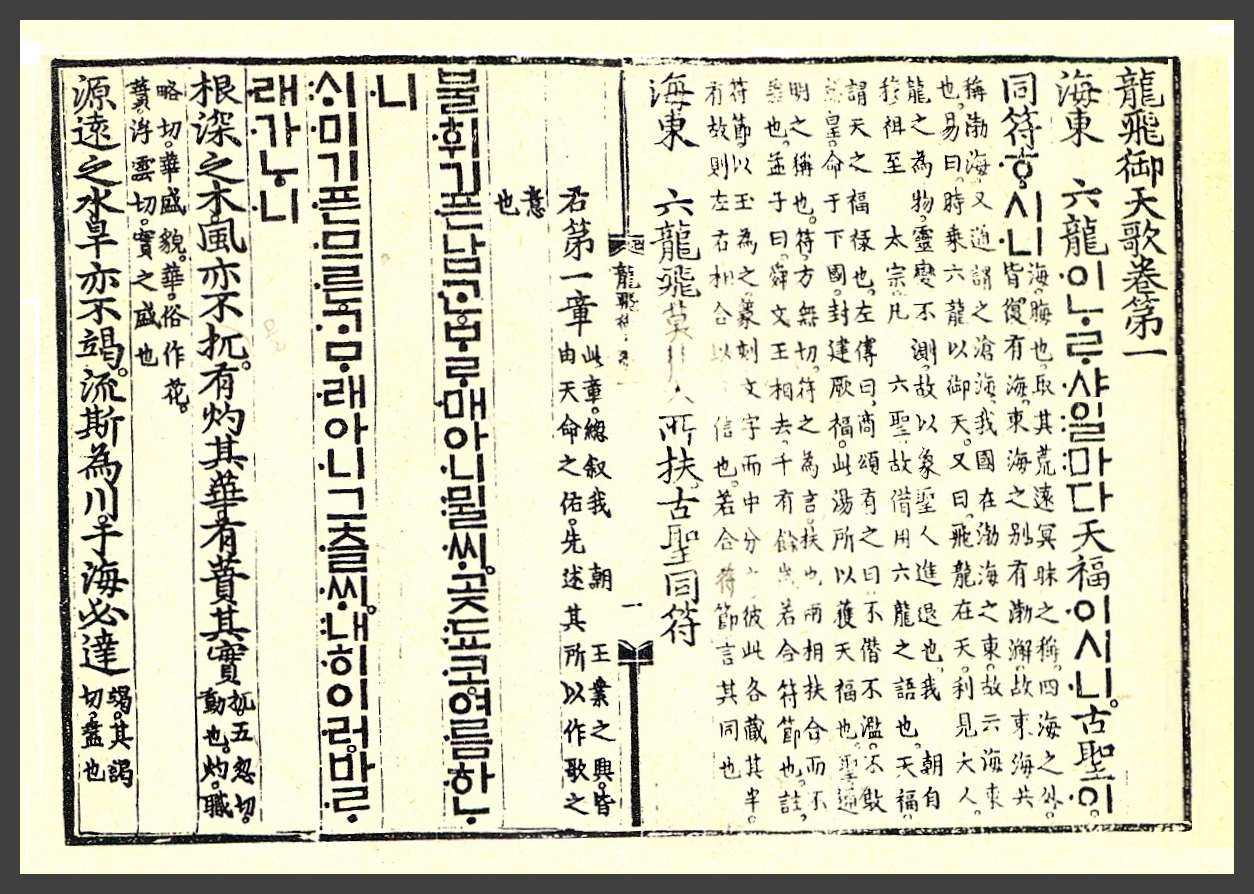
Une page du Yongbieocheonga en style panbonche
Le mot « hangeul » écrit en style gungche

## Exemples

Exemples de calligraphie coréenne
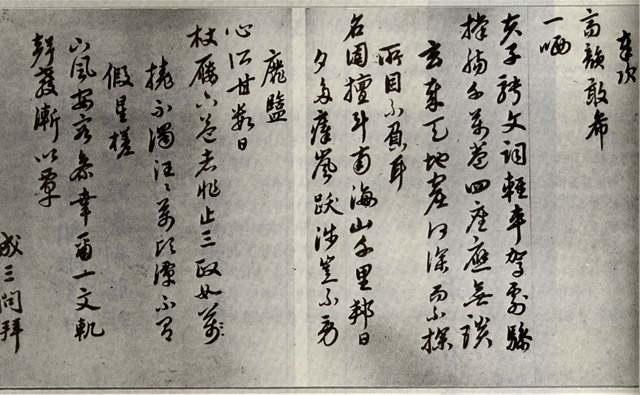
Calligraphie par l'érudit Seong Sam-mun (en) (1418-1456).
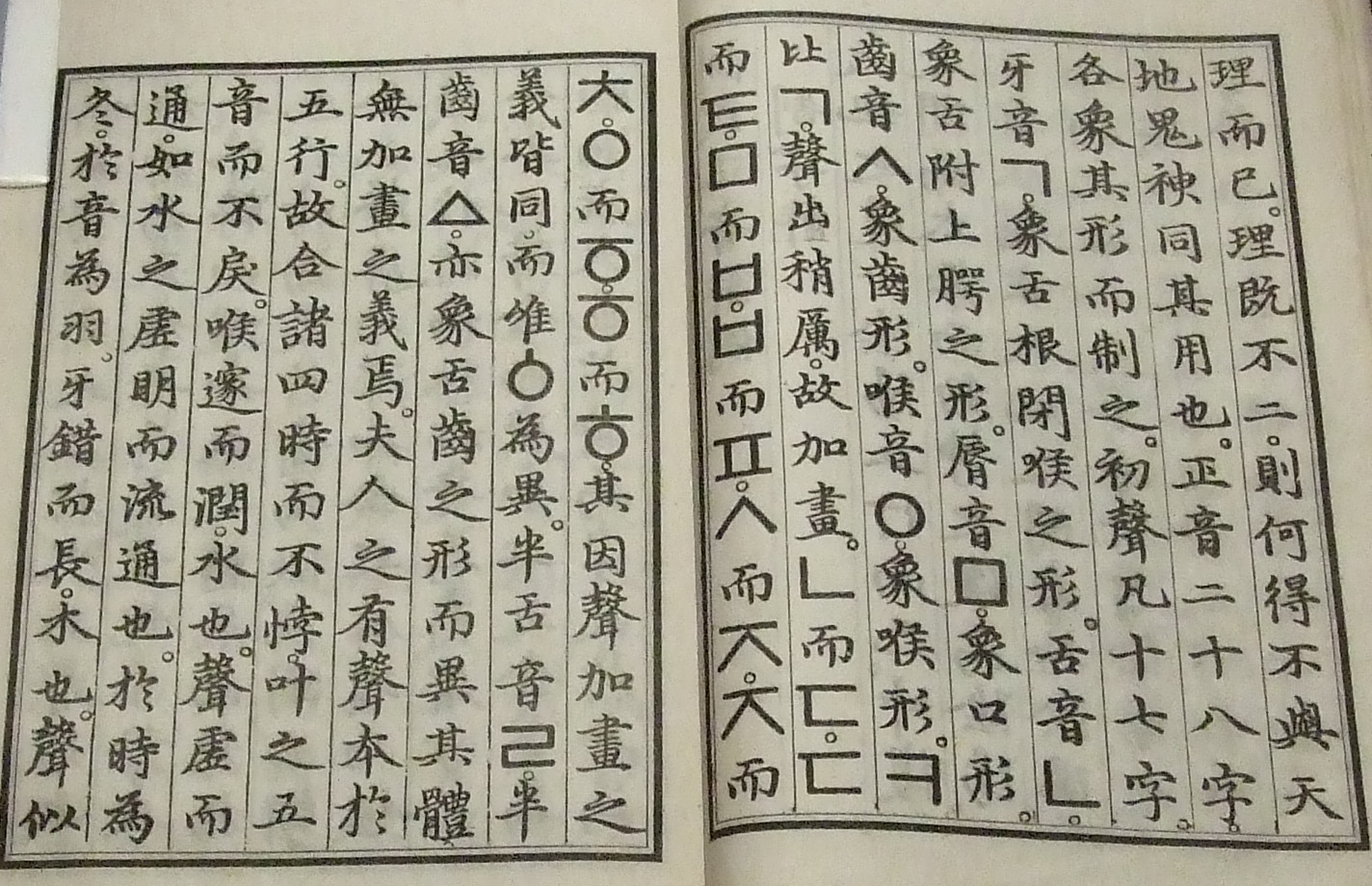
Calligraphie mêlant hanja et hangeul, réplique du Hunminjeongeum Haerye (en) (1446)
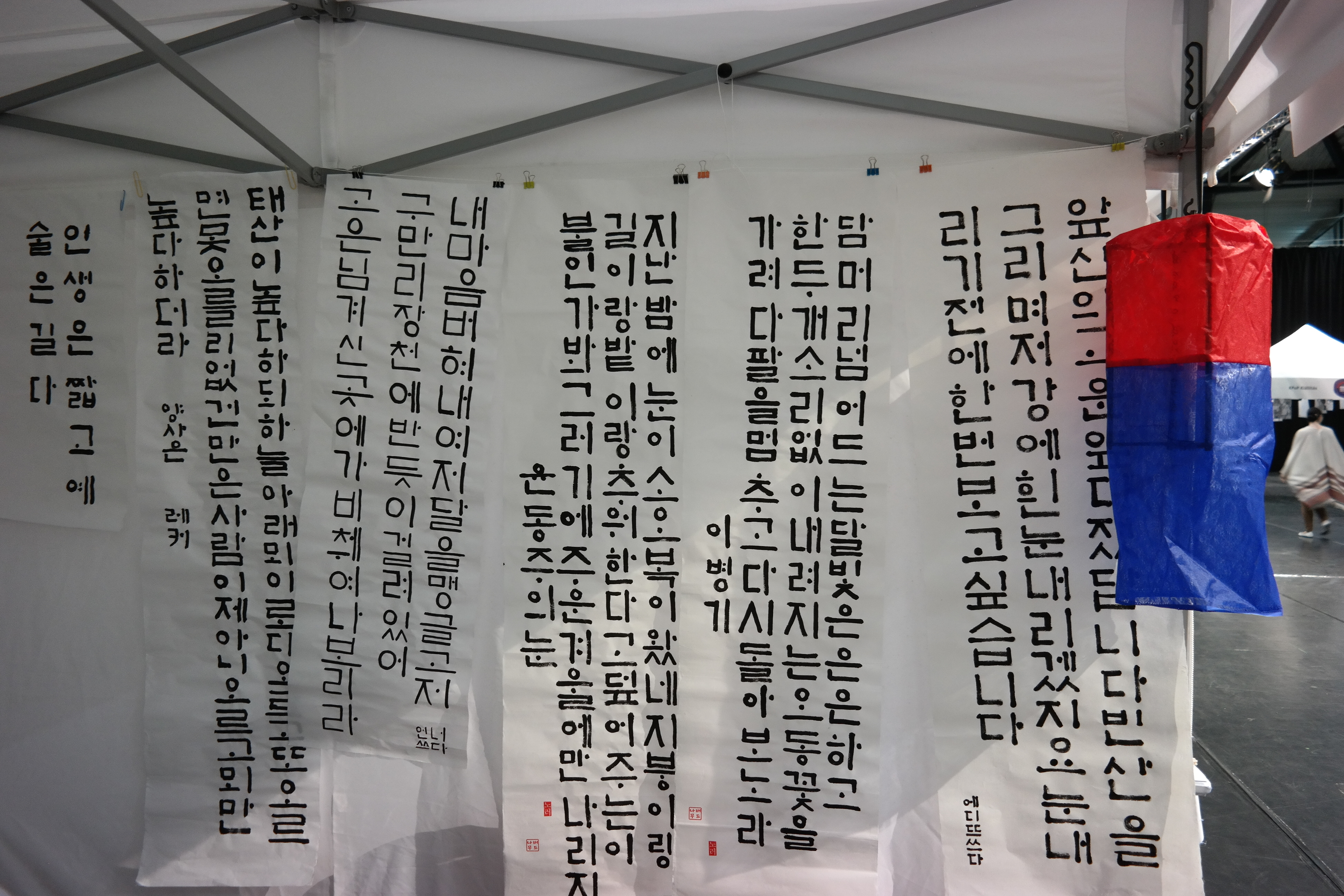
Calligraphie coréenne écrite en hangeul